# 上杉房方
上杉 房方（うえすぎ ふさまさ/ふさかた）は、南北朝時代から室町時代前期にかけての武将。越後国守護。越後上杉家2代当主。

## 略歴
正平22年/貞治8年（1367年）、上杉憲方の子として誕生。
天授4年/永和4年（1378年）、叔父で先代の越後守護・上杉憲栄が引退した後、守護代の長尾高景に推されて天授6年/康暦2年（1380年）、越後守護となった。当時、越後国の国衙領は山内上杉家の上杉憲方と犬懸上杉家の上杉朝房に分割されていたが、房方は当然実父である憲方から国衙領の半分を譲り受けた。さらに朝房の養子になることを条件に残りの半分も継承することになった。また、越後上杉家を継いだと言っても、房方は山内上杉家の一員として認識されており、憲方は山内上杉家の後継者に指名された弟の憲定に後継者が無い場合には、兄である房方が山内上杉家と関東管領を継ぐように命じていた。
当初は実父である憲方、その没後は守護代の邦景（長尾高景の嫡男）の補佐を受けた。守護就任直後は南朝方の残存勢力の抵抗があったものの、概ね平穏であり、京都に出仕していた房方は応永7年（1400年）には室町幕府の評定衆に任ぜられている。
応永23年（1416年）の上杉禅秀の乱においては一軍を率いて4代鎌倉公方・足利持氏と甥の関東管領・上杉憲基に加勢、上杉禅秀を討伐するなど活躍した。ところが、応永25年（1418年）になって憲基が急死すると、憲定の系統が断絶してしまったが、房方は山内上杉家の重臣と相談して、自分の代わりに三男である憲実をその後継とした。また、阿賀野川の北にある山浦の地を実弟の憲重を派遣して下越地方の掌握を図り、憲重が没すると自身の次男の頼方をその後継として山浦上杉家を興した。更に末子の清方を上条に派遣して中越地方の掌握を図って、上条上杉家を興した。
幕府内では評定衆として管領の斯波義将に次ぐ席次を得ていたが、応永13年（1406年）には評定衆を退き、同年11月に出家して「常越」と号した。応永28年（1421年）11月10日に死去した。嫡男・朝方が継いだが、朝方もまもなく死去している。一方、房方の治世の間に守護代の長尾邦景が越後支配の実権を持つようになり、幕府首脳もその存在を無視できない存在へと台頭していった。